# E-Prix di Parigi 2018
L'E-Prix di Parigi 2018 è stato l'ottavo appuntamento della quarta stagione del campionato di Formula E, destinato ai soli veicoli elettrici, terza edizione a svolgersi nella capitale francese. La gara è stata vinta da Jean-Éric Vergne, su Techeetah, che ha conquistato la terza vittoria dell'anno, dopo aver ottenuto la quarta pole position stagionale.

## Risultati[1]

### Qualifiche
| Pos.                        | N. | Pilota                 | Squadra          | Qualifica | Gap    | SuperPole | Gap    | Griglia |
| --------------------------- | -- | ---------------------- | ---------------- | --------- | ------ | --------- | ------ | ------- |
| 1                           | 25 | Jean-Éric Vergne       | Techeetah        | 1:01.508  | —      | 1:01.144  | —      | 1       |
| 2                           | 2  | Sam Bird               | DS Virgin Racing | 1:01.771  | +0.263 | 1:01.421  | +0.277 | 2       |
| 3                           | 18 | André Lotterer         | Techeetah        | 1:01.818  | +0.310 | 1:01.487  | +0.343 | 3       |
| 4                           | 5  | Maro Engel             | Venturi          | 1:01.756  | +0.248 | 1:01.541  | +0.397 | 4       |
| 5                           | 28 | António Félix da Costa | Andretti         | 1:01.563  | +0.055 | 1:02.805  | +1.661 | 5       |
| 6                           | 1  | Lucas Di Grassi        | Audi Sport ABT   | 1:01.823  | +0.315 |           |        | 6       |
| 7                           | 7  | Jérôme d'Ambrosio      | Dragon Racing    | 1:01.836  | +0.328 |           |        | 7       |
| 8                           | 9  | Sébastien Buemi        | Renault-e.Dams   | 1:01.837  | +0.329 |           |        | 8       |
| 9                           | 16 | Oliver Turvey          | NIO              | 1:01.888  | +0.380 |           |        | 9       |
| 10                          | 6  | José María López       | Dragon Racing    | 1:01.902  | +0.394 |           |        | 10      |
| 11                          | 19 | Felix Rosenqvist       | Mahindra         | 1:02.012  | +0.494 |           |        | 11      |
| 12                          | 23 | Nick Heidfeld          | Mahindra         | 1:02.058  | +0.550 |           |        | 12      |
| 13                          | 8  | Nico Prost             | Renault-e.Dams   | 1:02.092  | +0.584 |           |        | 13      |
| 14                          | 20 | Mitch Evans            | Jaguar           | 1:02.122  | +0.614 |           |        | 20      |
| 15                          | 66 | Daniel Abt             | Audi Sport ABT   | 1:02.125  | +0.617 |           |        | 14      |
| 16                          | 36 | Alex Lynn              | DS Virgin Racing | 1:02.139  | +0.631 |           |        | 15      |
| 17                          | 27 | Tom Blomqvist          | Andretti         | 1:02.823  | +1.315 |           |        | 16      |
| 18                          | 4  | Edoardo Mortara        | Venturi          | 1:02.834  | +1.326 |           |        | 19      |
| 19                          | 36 | Ma Qinghua             | NIO              | 1:02.998  | +1.490 |           |        | 17      |
| Tempo limite 107%: 1:05.813 |    |                        |                  |           |        |           |        |         |
| 20                          | 3  | Nelson Piquet Jr.      | Jaguar           | —         | —      |           |        | 18      |

### Gara
| Pos. | N. | Pilota                 | Squadra          | Giri | Tempo/Ritiro      | Griglia | Punti |
| ---- | -- | ---------------------- | ---------------- | ---- | ----------------- | ------- | ----- |
| 1    | 25 | Jean-Éric Vergne       | Techeetah        | 49   | 54:49.102         | 1       | 28    |
| 2    | 1  | Lucas Di Grassi        | Audi Sport ABT   | 49   | +4.882            | 6       | 19    |
| 3    | 2  | Sam Bird               | DS Virgin Racing | 49   | +8.897            | 2       | 15    |
| 4    | 5  | Maro Engel             | Venturi          | 49   | +9.287            | 4       | 12    |
| 5    | 9  | Sébastien Buemi        | Renault-e.Dams   | 49   | +10.194           | 8       | 10    |
| 6    | 18 | André Lotterer         | Techeetah        | 49   | +10.855           | 3       | 8     |
| 7    | 66 | Daniel Abt             | Audi Sport ABT   | 49   | +13.918           | 14      | 6     |
| 8    | 19 | Felix Rosenqvist       | Mahindra         | 49   | +15.271           | 11      | 4     |
| 9    | 16 | Oliver Turvey          | NIO              | 49   | +19.557           | 9       | 2     |
| 10   | 6  | José María López       | Dragon Racing    | 49   | +20.989           | 10      | 1     |
| 11   | 23 | Nick Heidfeld          | Mahindra         | 49   | +21.698           | 12      |       |
| 12   | 7  | Jérôme d'Ambrosio      | Dragon Racing    | 49   | +26.723           | 7       |       |
| 13   | 4  | Edoardo Mortara        | Venturi          | 49   | +29.937           | 19      |       |
| 14   | 36 | Alex Lynn              | DS Virgin Racing | 49   | +43.112           | 15      |       |
| 15   | 20 | Mitch Evans            | Jaguar           | 49   | +43.989           | 20      |       |
| 16   | 8  | Nico Prost             | Renault-e.Dams   | 48   | +1 giro           | 13      |       |
| 17   | 68 | Ma Qinghua             | NIO              | 46   | +3 giri           | 17      |       |
| Rit  | 3  | Nelson Piquet Jr.      | Jaguar           | 32   | Cinture           | 18      |       |
| Rit  | 27 | Tom Blomqvist          | Andretti         | 32   | Energia/Incidente | 16      |       |
| Rit  | 28 | António Félix da Costa | Andretti         | 2    | Freni             | 5       |       |

## Classifiche
Classifica Piloti
| +/– | Pos | Pilota           | Punti     |
| --- | --- | ---------------- | --------- |
|     | 1   | Jean-Éric Vergne | 147       |
|     | 2   | Sam Bird         | 116 (–31) |
|     | 3   | Felix Rosenqvist | 86 (–61)  |
|     | 4   | Sébastien Buemi  | 70 (–77)  |
| 3   | 5   | Lucas Di Grassi  | 58 (–89)  |

Classifica Squadre
| +/– | Pos | Squadra          | Punti     |
| --- | --- | ---------------- | --------- |
|     | 1   | Techeetah        | 188       |
|     | 2   | DS Virgin Racing | 133 (–55) |
| 1   | 3   | Audi Sport ABT   | 114 (–74) |
| 1   | 4   | Mahindra         | 107 (–81) |
|     | 5   | Jaguar           | 88 (–100) |

## Altre gare
- E-Prix di Parigi 2017
- E-Prix di Parigi 2019
- E-Prix di Roma 2018
- E-Prix di Berlino 2018